# 초촉
초촉(焦觸, ? ~ 205년?)은 중국 후한 말의 무장이다.

## 생애
유주자사(幽州刺史) 원희(袁熙)를 섬겼다.
건안(建安) 10년(205년), 장남(張南)과 함께 원희를 배반하여 그를 공격하였다. 이 때문에 원희는 원상(袁尙)과 함께 오환(烏丸)의 선우(單于) 답돈(蹋頓)에게로 달아났다. 초촉은 스스로 유주자사라 칭하였고, 유주의 여러 관리들을 불러모은 다음 백마를 죽이고 그 피를 입술에 발라 조조에게 투항할 것을 맹세하게 하였다. 이때 초촉은 주위에 병사를 배치하고 거부하는 자는 목을 베겠다고 하였으나, 별가(別駕) 한형(韓珩)은 이를 거절하였다. 초촉은 마음을 바꾸어 그를 살려 두고 조조(曹操)에게 귀순하였다.
이후 유주에서는 원상의 사주로 보이는 대규모의 반란이 일어났으며, 이와 동시에 오환이 군사를 일으켜 어양군(漁陽郡)을 공격하였다. 이때 유주자사와 탁군태수(涿郡太守)가 곽노(霍奴)와 조독(趙犢)에게 살해되었다고 기록되어 있는데, 여기서 말하는 자사가 초촉을 가리키는 것일 가능성이 높아 보인다.
이에 조조가 직접 출진하여 4개월에 걸친 전투 끝에 간신히 반란을 진압했으나 오환은 재빨리 국경 밖으로 달아났다. 조조는 오환과의 전면전을 고려하고 있었으나 이 무렵 고간이 조조에 대한 반란을 일으켰으며 악진과 이전이 이 진압에 실패했기 때문에 직접 병주로 향하게 된다. 이후에도 오환의 지원을 받은 원상은 수 차례 국경을 넘어와 공격을 가했는데, 유주는 번번이 격파되었고 수십 만의 백성들이 오환으로 끌려갔다. 이토록 원상에 의한 위험이 점점 심각해짐에 따라 마침내 조조는 직접 대군을 이끌고 오환 공격에 나서게 된다.

## 《삼국지연의》 속 초촉
원희의 명령으로 장남과 함께 남피(南皮)에서 조조군에게 공격받는 원담(袁譚)을 구하러 갔으나, 남피가 함락된 것을 보고 조조에게 항복해 열후(列侯)가 되었다.
훗날 조조(曹操)가 손권(孫權)을 제압하고 중국을 통일하기 위해 대군을 일으켰으나, 병사들이 수전에 서툴러 고전을 면치 못하고 있었다. 초촉은 장남과 함께 조조에게 손권군을 공격하겠다고 자원했으며, 군사 5백을 받고 출진했다. 손권군의 도독 주유(周瑜)는 한당(韓當)과 주태(周泰)를 내보내 맞아 싸우게 했는데, 이때 초촉은 한당과 싸우다가 죽임을 당했다.

### 유주자사 오환촉
삼국지연의에서는 원희와 원상이 오환족에게 달아났을 때 오환촉(烏桓觸)이라는 인물이 등장한다. 오환촉은 유주의 관리들에게 일제히 맹세하게 하고 조조에게 항복하려 하였으나, 한형이 맹세를 거부하자 굳이 강요하지 않았다. 이 사건이 《삼국지》 위서 원소전과 《자치통감》 64권에서는 초촉이 벌인 일로 나와 있으므로, 오환촉은 초촉과 동일인물임이 확실하다. 그러나 연의에서는 이미 초촉이 항복한 부분이 나왔으므로 부득이하게 아직 조조에게 항복하지 않은 오환촉이란 인물을 창작해낸 것으로 볼 수 있다.